# Józef Gabriel Jęczkowiak
Józef Gabriel Jęczkowiak (ur. 31 stycznia 1898 w Jeżycach, zm. 21 stycznia 1966 w Szczecinie) – harcerz, członek Polskiej Organizacji Wojskowej zaboru pruskiego, jeden z najważniejszych uczestników akcji rozbrajania Niemców 10 listopada 1918, powstaniec wielkopolski, kapitan żandarmerii Wojska Polskiego, radny miasta Gdyni, uczestnik kampanii wrześniowej, działacz organizacji kombatanckich.

## Życiorys
Urodził się w rodzinie Jana i Anny z Wrońskich. Ukończył szkołę powszechną w Poznaniu. Członek skautingu, w 1913 aresztowany za udział w manifestacji patriotycznej pod pomnikiem Adama Mickiewicza, skazany na miesiąc więzienia i relegowany z gimnazjum niemieckiego. 
Po wybuchu I wojny światowej wcielony do armii niemieckiej. W sierpniu 1918 zdezerterował z frontu francuskiego, za co został zaocznie skazany wyrokiem niemieckiego sądu wojskowego w maju 1919 na karę śmierci. 
Aktywista Polskiej Organizacji Wojskowej zaboru pruskiego, której założycielem był Wincenty Wierzejewski. Brał udział w przygotowaniach do odbicia Józefa Piłsudskiego z internowania w Magdeburgu. Stały łącznik POW pomiędzy Poznaniem i Warszawą. Opracował plan operacji zmierzającej do zdemoralizowania garnizonu niemieckiego w Warszawie, do realizacji którego zamierzał wykorzystać Polaków służących w armii niemieckiej. Po rozmowie z Józefem Piłsudskim 10 listopada 1918 uzyskał akceptację swojego planu i go zrealizował. Uczestnik Powstania Wielkopolskiego. W marcu 1919 wziął udział w odsieczy Lwowa. Następnie oddelegowany, dzięki wstawiennictwu Czesława Smoczyńskiego, do żandarmerii polowej przy dowództwie Frontu Wielkopolskiego. 26 października 1919, jako podoficer byłej armii niemieckiej w rezerwie został z dniem 27 października 1919 mianowany podporucznikiem żandarmerii polowej, powołany do służby czynnej na czas mobilizacji i przydzielony do Dowództwa Oddziału Żandarmerii Polowej przy Dowództwie Głównym Wojsk Polskich byłego zaboru pruskiego.
3 maja 1922 został zweryfikowany w stopniu porucznika ze starszeństwem z 1 czerwca 1919 roku i 72. lokatą w korpusie oficerów żandarmerii. Pełnił służbę w 7 Dywizjonie Żandarmerii na stanowisku dowódcy Plutonu Żandarmerii „Poznań I”. Następnie został przeniesiony do 3 Dywizjonu Żandarmerii w Grodnie. Z dniem 31 października 1927 został przeniesiony do rezerwy. Na stopień kapitana został mianowany ze starszeństwem z 1 stycznia 1936 i 1. lokatą w korpusie oficerów rezerwy żandarmerii.
W tym samym roku przeniósł się do Gdyni, gdzie działał w Zarządzie Okręgu Morskiego Związku Oficerów Rezerwy RP (w latach 1933–1939 pełnił funkcję prezesa związku). Członek wielu stowarzyszeń i organizacji w Gdyni. W okresie 1935–1939 radny miasta Gdyni. W 1939 zmobilizowany i przydzielony jako szef żandarmerii do Grupy Operacyjnej „Wschód” w Armii „Pomorze”. Jeniec Oflagu VII A Murnau. Z uwagi na ciążący na nim wyrok śmierci w obozie jenieckim przebywał pod zmienionym nazwiskiem – Józef Korkowski. Po wyzwoleniu obozu wstąpił w szeregi oddziałów polskich działających przy amerykańskiej 7 Armii.
Do kraju wrócił w maju 1946 i podjął pracę w Najwyższej Izbie Kontroli. W styczniu 1950 został inspektorem kontroli wewnętrznej w Przedsiębiorstwie Handlu Zagranicznego „Baltona” z siedzibą w Gdyni. W tym czasie był rozpracowany przez Urząd Bezpieczeństwa Publicznego, co doprowadziło do jego zwolnienia z pracy w marcu 1952. Po październiku 1956, na fali odwilży, przyjechał do Szczecina, gdzie rozpoczął z dniem 1 lipca 1957 pracę w tamtejszym oddziale PHZ „Baltona” na ul. Gdańskiej 40 jako kierownik magazynów. Działacz Związku Bojowników o Wolność i Demokrację (ZBoWiD). Uczestniczył w dyskusjach na temat Powstania Wielkopolskiego, pisał na ten temat referaty, artykułu, a także poezję. Zmarł w Szczecinie 21 stycznia 1966. Pochowany na cmentarzu Witomińskim w Gdyni. 12 kwietnia 2013 rodzina przeprowadziła ekshumację wraz z nowym pochówkiem na cmentarzu Miłostowo w Poznaniu. 

## Ordery i odznaczenia
- Krzyż Niepodległości – 17 marca 1938 „za pracę w dziele odzyskania niepodległości”[11] zamiast uprzednio (20 lipca 1932) nadanego Medalu Niepodległości[12]
- Krzyż Walecznych (1920)[1]
- Złoty Krzyż Zasługi (22 kwietnia 1938)[13]
- Medal Pamiątkowy za Wojnę 1918–1921[1]
- Medal Dziesięciolecia Odzyskanej Niepodległości[1]
- Wielkopolski Krzyż Powstańczy – 4 listopada 1958[14]
- Medal Zwycięstwa i Wolności 1945[1]
- Złoty Gryf Pomorski[1]

Jęczkowiak w literaturze
Józef Gabriel Jęczkowiak jest głównym bohaterem dwóch powieści historyczno-sensacyjnych Piotra Bojarskiego, zatytułowanych "Cwaniaki" (wydanej w 2018 r.) oraz "Na całego" (2021).